# Rhabdophis callichroma
Rhabdophis callichroma är en ormart som beskrevs av Bourret 1934. Rhabdophis callichroma ingår i släktet Rhabdophis och familjen snokar. Inga underarter finns listade i Catalogue of Life.
Denna orm förekommer på ön Hainan i sydöstra Kina och i regionen Tonkin i norra Vietnam. Arten lever i kulliga områden och i bergstrakter mellan 400 och 1000 meter över havet. Den vistas i regnskogar. Troligtvis besöker arten vattenansamlingar liksom andra släktmedlemmar. Honor lägger ägg.
Det är inget känt om populationens storlek och möjliga hot. IUCN kategoriserar arten globalt som otillräckligt studerad.